# Baes Kimpe
Baes Kimpe was een Gents satirisch liberaal weekblad, dat van 1857 tot 1859 verscheen. 
Het weekblad was vernoemd naar een lokale volksfiguur en had een liberale stempel. De redactie kwam samen in de lokalen van de vrijmetselaarsloge Le Septentrion. Aanvankelijk werd Baes Kimpe ingezet als kiesblad en propagandamiddel tegen de Gentse burgemeester Judocus Delehaye, die was overgelopen van het liberale naar het katholieke kamp. Met het liberale electorale succes van 27 oktober 1857, toen Charles de Kerchove de Denterghem als burgemeester werd geïnstalleerd, had het blad haar belangrijkste doel bereikt. Het bleef nadien nog anderhalf jaar lang bestaan.